# Les Jarrands
Les Jarrands est un hameau de France dans le département de l'Isère appartenant administrativement à Villard-de-Lans.

## Historique
Pour un article plus général, voir Maquis du Vercors.
Situé au débouché de la vallée du Méaudre et des gorges de la Bourne, le lieu-dit est surtout connu pour avoir été un des lieux des opérations de la Résistance française dans le massif du Vercors. Paul Brisac y tenta ainsi une contre-attaque pour protéger la Compagnie Duffau.